# تاريخ ألعاب الفيديو (آركيد)
ركز لالعاب الآركيد

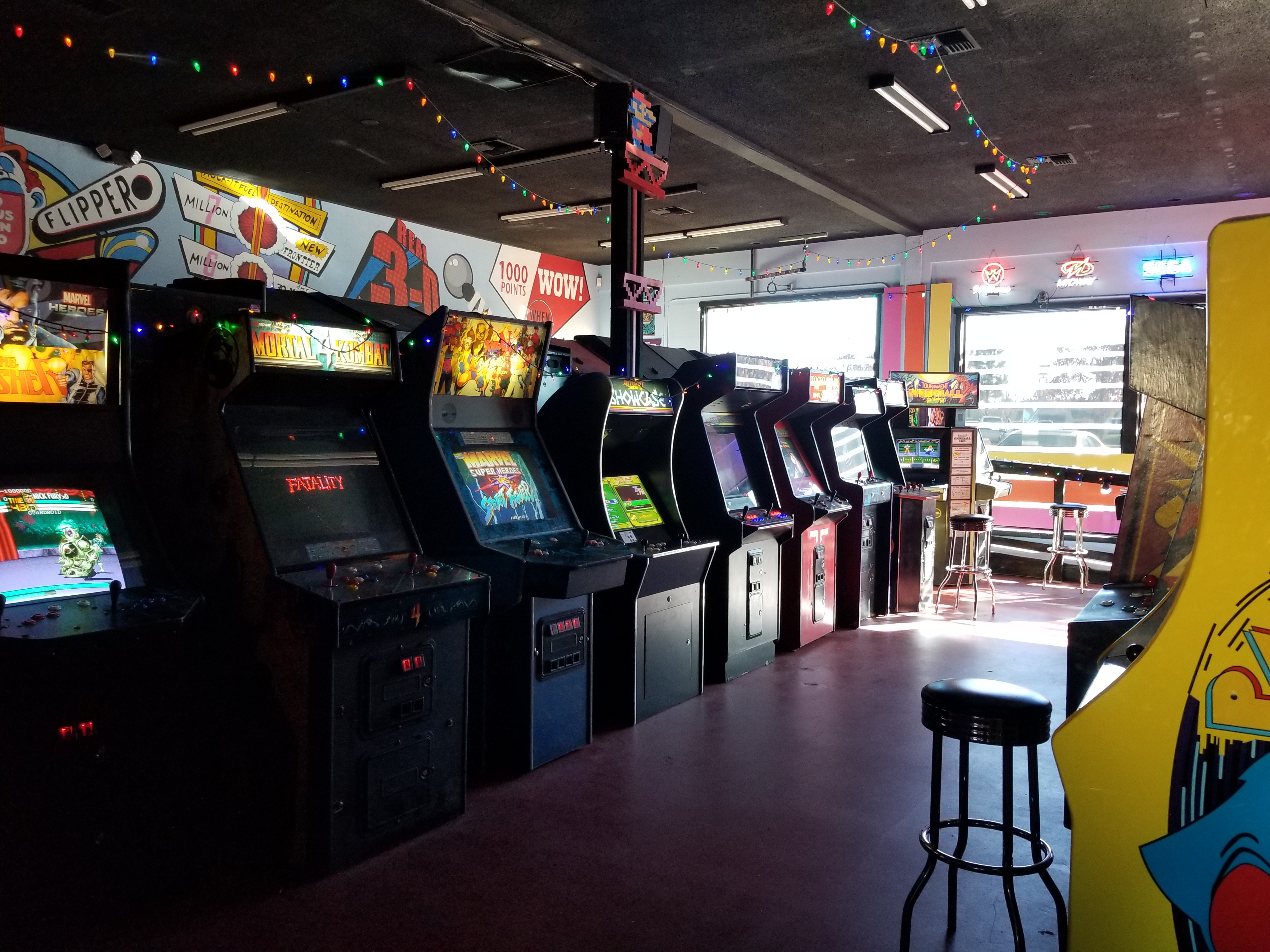
آلات العاب الآركيد

لعبة فيديو أركيد هي لعبة أركيد تجري فيها معالجة مدخلات اللاعب من وحدات التحكم في اللعبة من خلال مكونات إلكترونية أو محوسبة ويجري عرضها على جهاز فيديو، عادةً شاشة، وكلها مضمنة في خزانة أركيد مغلقة. غالبًا ما تثبت ألعاب الفيديو الأركيد جنبًا إلى جنب مع ألعاب الأركيد الأخرى مثل ألعاب الكرة والدبابيس وألعاب الاسترداد في الأركيد الترفيهية. حتى أواخر التسعينيات، كانت ألعاب الفيديو الأركيد هي أكبر القطاعات وأكثرها تقدمًا تقنيًا في صناعة ألعاب الفيديو. أنشئت أول لعبة أركيد، كومبيوتر سبيس، بواسطة نولان بوشنيل وتيد دابني، مؤسسي شركة أتاري، وأصدرت في عام 1971؛ تابعت الشركة نجاحها في العام التالي مع بونغ. نمت الصناعة بشكل متواضع حتى إصدار غزاة الفضاء تايتو في عام 1978 ونامكو باك مان في عام 1980، مما أدى إلى إنشاء عصر ذهبي لألعاب الفيديو الأركيد التي استمرت حتى نحو عام 1983. في هذه المرحلة، أدى تشبع السوق بألعاب الأركيد إلى تراجع سريع في كل من سوق ألعاب الأركيد وألعاب الأركيد التي تدعمه. بدأ سوق الألعاب في التحسن في منتصف الثمانينيات، بمساعدة مجموعات تحويل البرامج، وأنواع جديدة مثل بيت إم إبس، وخزانات محاكاة الحركة المتقدمة. كانت هناك عودة للظهور في أوائل التسعينيات، مع ولادة نوع لعبة القتال مع كابكوم قتال الشوارع II في عام 1991 وظهور الرسومات ثلاثية الأبعاد، قبل أن تبدأ ألعاب الأركيد في التراجع في الغرب خلال أواخر التسعينيات. بعد أن أغلقت العديد من الشركات التقليدية أو هاجرت إلى مجالات أخرى (خاصة في الغرب)، فقدت الأركيد الكثير من أهميتها في الغرب، لكنها استمرت في البقاء مشهورة في شرق وجنوب شرق آسيا.

## ألعاب الأركيد المبكرة
منذ أوائل القرن العشرين، كانت كرة التزلج وغيرها من الألعاب التي تعتمد على الدبوس ألعاب أركيد شهيرة. ظهرت أول آلات الكرة والدبابيس في ثلاثينيات القرن الماضي ولكنها اكتسبت سمعة باعتبارها ألعاب حظ وحظرتها العديد من الأماكن من الأربعينيات حتى الستينيات. بدلاً من ذلك، احتلت الألعاب الكهروميكانيكية الأحدث التي تعمل بقطع النقود المعدنية (ألعاب إي إم)، المصنفة على أنها ألعاب مهارة، مكانها في ألعاب الأركيد بحلول الستينيات. بعد وصول لعبة سيكا إي إم بيريسكوب (1966)، كانت صناعة الأركيد تشهد «نهضة تكنولوجية» مدفوعة بألعاب «إي إم» السمعية والبصرية الجديدة، مما أدى إلى إنشاء الأركيد كبيئة صحية لإدخال ألعاب الفيديو التجارية في وقت مبكر من السبعينيات. في أواخر الستينيات من القرن الماضي، كان هناك طالب جامعي اسمه نولان بوشنيل يعمل بدوام جزئي في صالة ألعاب، أصبح على دراية بألعاب إي إم مثل لعبة سباق شيكاغو كوين سبيدواي (1969)، إذ كان يشاهد العملاء يلعبون ويساعدهم في الحفاظ على الآلات، بينما يتعلم كيفية عملها مما طوّر فهمه بآلية عمل الألعاب.

## نهاية العصر الذهبي (1984)
على الرغم من الاعتراف بأن عام 1982 كان ذروة نجاح ألعاب الفيديو، فإن الكثيرين في الصناعة أدركوا أن النجاح لا يمكن أن يستمر لفترة طويلة. كان والتر داي قد علق في عام 1982 بأنه كان هناك «الكثير من ألعاب الأركيد» في تلك المرحلة لما هو مطلوب حقًا. بالإضافة إلى ذلك، احتاج اللاعبون إلى حداثة وألعاب جديدة، وبالتالي طالبوا بإيقاف الألعاب القديمة واستبدالها بأخرى جديدة، ولكن لم تكن جميع الألعاب الجديدة ناجحة مثل تلك الموجودة في قمة العصر الذهبي. مع العلم أن اللاعبين كانوا يبحثون عن مزيد من التحدي، صمم مصنعو الألعاب الألعاب الأحدث لتكون أكثر صعوبة، ولكن هذا تسبب في إبعاد اللاعبين العاديين الأقل مهارة.
إلى جانب ذلك، ازداد الضغط على الآثار الضارة المحتملة لألعاب الفيديو على الأطفال. اتخذت الأركيد خطوات لجعل أماكنها «كمراكز ترفيه عائلية» تخفف من بعض المخاوف، لكن الآباء والنشطاء لا يزالون يرون أن ألعاب الفيديو قد تسبب الإدمان وتؤدي إلى السلوك العدواني. تحدث الجراح العام في الولايات المتحدة سي.إيفريت كوب في نوفمبر 1982 عن الإدمان المحتمل لألعاب الفيديو لدى الأطفال الصغار، كجزء من الاهتمامات الأخلاقية العامة حول الشباب في أوائل الثمانينيات. لم تؤثر هذه المخاوف على ألعاب الأركيد فحسب، بل أثرت أيضًا على أماكن أخرى حيث يمكن للشباب عادة قضاء الوقت دون إشراف الكبار مثل مراكز التسوق وحلبات التزلج.
كانت هناك أيضًا تقارير عن زيادة الجريمة المرتبطة بالأركيد بسبب عدم وجود إشراف من الكبار. نفذت العديد من المدن والبلدات حظرًا على ألعاب الأركيد أو اقتصرت على عدد قليل من الآلات بحلول منتصف الثمانينيات. كان العديد من عمليات الحظر هذه عبارة عن تحديات لمالكي ألعاب الأركيد في تحديات التعديل الأول، مؤكدين أن ألعاب الفيديو تستحق الحماية كشكل فني، لكن الجزء الأكبر من هذه الحالات حكم ضد الأركيد، مفضلًا اللوائح المحلية التي كانت تحد من السلوك بدلاً من تقييد الكلام، مما أثر بشكل أكبر على ألعاب الأركيد. هددت الشعبية المتزايدة لوحدات التحكم المنزلية الأركيد، لم يضطر اللاعبون إلى إنفاق الأموال بشكل متكرر للعب في مراكز ألعاب الأركيد عندما أمكنهم اللعب في المنزل. ولكن مع انهيار ألعاب الفيديو عام 1983 الذي أثر بشكل كبير على سوق وحدات التحكم المنزلية، شعر سوق ألعاب الأركيد أيضًا بهذا التأثير إذ كانت تتضاءل بالفعل من التشبع المفرط، وفقدان اللاعبين، والمخاوف الأخلاقية بشأن ألعاب الفيديو، وكل ذلك جرى التأكيد عليه من خلال الركود في أوائل الثمانينيات.
أصبحت ألعاب الأركيد راكدة نسبيًا في الولايات المتحدة لفترة من الوقت، إذ تراجعت عن ذروة النجاح المالي في العصر الذهبي. تراجعت صناعة الألعاب في الولايات المتحدة من ذروة بلغت 8.9 مليار دولار في عام 1982 إلى 4.5 مليار دولار في عام 1984. كان سوق ألعاب الفيديو في الولايات المتحدة بطيئًا في عام 1984، ولكن رئيس شركة سيكا هاياو ناكاياما كان واثقًا من أن الألعاب الجيدة «يمكن بالتأكيد بيعها في السوق الأمريكية، إذا حدث ذلك بشكل مناسب». أعلنت شركة سيكا عن خطط لفتح شركة فرعية جديدة في الولايات المتحدة في أوائل عام 1985، والتي توقعت مجلة جيم ماشين أن «تنعش على الأرجح» أعمال ألعاب الفيديو الأمريكية. على الرغم من الانكماش الاقتصادي في عام 1984، توقع جون لوتز من شركة بيتسون باسيفيك ديستيربنج إمكانية حدوث طفرة أخرى في ألعاب الأركيد بحلول أوائل التسعينيات.